# Dario Bonetti
Dario Bonetti (San Zeno Naviglio, 5 augustus 1961) is een voormalig profvoetballer uit Italië. Hij speelde als verdediger en was na zijn actieve loopbaan actief als voetbaltrainer. Bonetti was onder meer bondscoach van Zambia (2010-2011).

## Clubcarrière
Bonetti kwam gedurende zijn loopbaan uit voor achtereenvolgens Brescia, AS Roma, Sampdoria, AS Roma, AC Milan, Verona, Juventus, Sampdoria en SPAL. Hij won viermaal de Coppa Italia gedurende zijn carrière. Bonetti werd in totaal voor 39 wedstrijden geschorst in de Serie A – een record. Met Juventus won hij in 1990 de UEFA Cup.

## Interlandcarrière
Onder leiding van bondscoach Azeglio Vicini maakte Bonetti zijn debuut voor de nationale ploeg op 8 oktober 1986 in de vriendschappelijke wedstrijd tegen Griekenland (2-0), net als Roberto Donadoni (AC Milan) en Walter Zenga (Inter Milaan). Hij speelde uiteindelijk slechts twee interlands voor zijn vaderland.
| Interlands van Dario Bonetti voor Italië | Interlands van Dario Bonetti voor Italië | Interlands van Dario Bonetti voor Italië | Interlands van Dario Bonetti voor Italië | Interlands van Dario Bonetti voor Italië | Interlands van Dario Bonetti voor Italië |
| №                                        | Datum                                    | Wedstrijd                                | Uitslag                                  | Competitie                               | Goals                                    |
| Als speler van AC Milan                  | Als speler van AC Milan                  | Als speler van AC Milan                  | Als speler van AC Milan                  | Als speler van AC Milan                  | Als speler van AC Milan                  |
| ---------------------------------------- | ---------------------------------------- | ---------------------------------------- | ---------------------------------------- | ---------------------------------------- | ---------------------------------------- |
| 1                                        | 8 oktober 1986                           | Italië – Griekenland                     | 2 – 0                                    | Oefeninterland                           | 0                                        |
| 2                                        | 15 november 1986                         | Italië – Zwitserland                     | 3 – 2                                    | Oefeninterland                           | 0                                        |